# Municipio de Fork (condado de Warren)
El municipio de Fork (en inglés: Fork Township) es un municipio ubicado en el  condado de Warren en el estado estadounidense de Carolina del Norte. En el año 2010 tenía una población de 517 habitantes.

## Geografía
El municipio de Fork se encuentra ubicado en las coordenadas 36°16′16.54″N 78°5′16.96″O / 36.2712611, -78.0880444.